# Helika (mjesec)
Helika (također Jupiter XLV) je prirodni satelit planeta Jupiter, iz grupe Ananke. Retrogradni nepravilni satelit s oko 4 kilometra u promjeru i orbitalnim periodom od 601.402 dana.